# Act Naturally
Act Naturally är en countrylåt av Johnny Russell och Voni Morrison, inspelad av Buck Owens 1963 och blev hans första listetta (Billboard country singles). En annan version av låten är inspelningen av The Beatles på LP:n Help! från 1965 där Ringo Starr sjunger - ibland med assistans av Paul McCartney.

## Låten och inspelningen
Act Naturally blev den sista låt Beatles spelade in till Help!, den 17 juni 1965. Lennon och McCartney hade försökt göra ett nummer åt Ringo med titeln "If You've Got Trouble", men man blev inte nöjd med resultatet. Därför spelade man i stället in denna låt, en hit med Buck Owens från 1963. Man hade emellertid aldrig spelat låten live (likt många andra covers), och behövde ett dussin tagningar innan den satt. Låten kom med på LP:n Help!, som utgavs i England 6 augusti 1965, medan den i USA blev B-sidan på singeln Yesterday som utgavs 13 september 1965. 
Den ratade låten "If You've Got Trouble" gavs inte ut förrän 1996, då på samlingen Anthology 2. 
På LP:n Help! förekom två coverlåtar. (Den andra var Dizzy Miss Lizzy). Bortsett från Maggie Mae på LP:n Let It Be var detta sista gången några coverlåtar kom med på ett originalalbum med The Beatles.